# Диффузионная МРТ

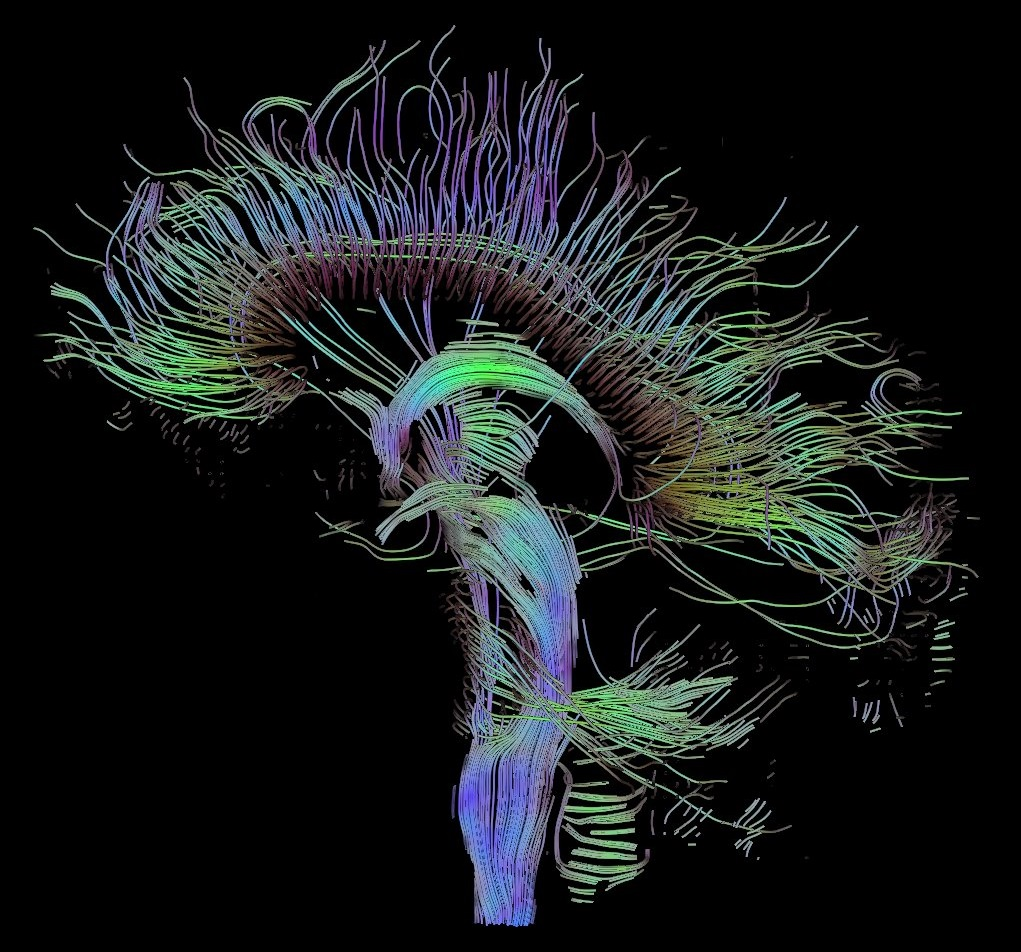
Диффузионная МРТ позволяет реконструировать нервные пути в головном мозге (трактография)

Диффузионная спектральная томография — неинвазивная методика медицинской визуализации, применяемая в магнитно-резонансной томографии, для количественного измерения диффузии молекул воды в биологических тканях. Получила широкое применение для построения трёхмерных моделей головного мозга и мышечных тканей. Диффузия в биологических тканях ограничена множеством препятствий, такими как стенки клеток и нейронные тракты, а характеристики диффузии в тканях изменяются при некоторых заболеваниях центральной нервной системы. Измерив тензор диффузии, можно рассчитать направление максимальной диффузии и тем самым получить информацию о геометрическом строении тканей человека, например, направлении крупных пучков нервных волокон. Как и классическая МРТ, диффузионно-взвешенная визуализация является неинвазивной процедурой: поскольку контраст изображения достигается исключительно при помощи градиента магнитного поля, то не требуется ни инъекции контрастного вещества, ни использования ионизирующего излучения.
Диффузионная, или диффузионно-тензорная магнито-резонансная томография является наиболее широко используемым вариантом МРТ, которым определяется направление диффузии. Каждый пространственный элемент (воксел) определяется более чем одним числовым значением, по томограммам в градациях серого цвета вычисляется тензор (в частности, матрица размером 3×3), описывающий диффузию в трёхмерном изображении. Такие измерения занимают значительно больше времени, чем обычная МРТ, и генерируют большие объёмы данных, которые могут быть обработаны только рентгенологом с помощью различных методов визуализации.
Получение изображения диффузии осуществили в 1980-х годах, и сейчас оно поддерживается всеми современными МРТ-установками, применяясь, в частности, в клинической практике для диагностики инсульта, потому что пострадавшие области мозга на ней чётко видны до того, как их можно рассмотреть при классической томографии. Диффузионная томография была разработана в середине 1990-х годов. Некоторые клиники используют её для хирургических и плановых обследований при радиотерапии. Кроме того, диффузионно-тензорная МРТ используется в медицинских исследованиях для изучения заболеваний, связанных с изменением белого вещества (происходит при болезни Альцгеймера или рассеянном склерозе). Дальнейшее развитие направления диффузионной МРТ является текущим предметом исследований, например, в рамках Human Connectome Project.

## Теория
- Броуновское движение